# Karl Wolff (Jurist, 1890)
Karl Wolff (* 11. Februar 1890 in Peterwardein; † 17. August 1963 in Wien) war ein österreichischer Rechtswissenschaftler, Universitätsprofessor und Verfassungsrichter. Wolff war von 1946 bis 1960 Mitglied des Österreichischen Verfassungsgerichtshofs und dabei ab 1958 dessen Vizepräsident.

## Ausbildung
Karl Wolff wurde am 11. Februar 1890 in Peterwardein geboren. Sein Vater war Offizier der k.u.k. österreichisch-ungarischen Armee und dort bis zu seinem Tod Generalauditor. Im Jahr 1908 legte Karl Wolff die Matura am Piaristengymnasium in Wien ab und begann daran anschließend das Studium der Rechtswissenschaften an der Rechtswissenschaftlichen Fakultät der Universität Wien. Dieses Studium schloss er im Jahr 1913 mit der Promotion sub auspiciis Imperatoris zum Doktor der Rechte ab. Vom 1. Oktober 1913 bis November 1918 leistete Wolff Militärdienst, wobei er zuletzt den Rang eines Oberleutnant-Auditors der Reserve bekleidete.

## Beruflicher Werdegang
Im Jahr 1915 trat Karl Wolff seine erste berufliche Stellung als Privatdozent für österreichisches Privatrecht an der Universität Wien an, 1918 wurde er als außerordentlicher Universitätsprofessor für österreichisches Zivilrecht an die Franz-Josephs-Universität Czernowitz berufen. Bereits ein Jahr später, nachdem, wie er später selbst äußerte „der deutsche Charakter dieser Universität nicht zu retten war“ verließ er Czernowitz wieder, um an der Universität Innsbruck als Honorardozent tätig zu werden. 1920 wurde er zunächst außerordentlicher, 1921 ordentlicher Universitätsprofessor an der Universität Innsbruck. Im Studienjahr 1923/24 fungierte er in der Folge auch als Dekan der Rechtswissenschaftlichen Fakultät der Universität Innsbruck. Ebenfalls 1924 promovierte Wolff zum zweiten Mal, nachdem er das Studium der Philosophie mit dem Hauptfach Philosophie und dem Nebenfach Arabisch-Assyrisch an der Universität Graz abgeschlossen hatte.
1926 wurde sein Lehrauftrag in der Folge auch auf Rechtsphilosophie ausgedehnt, 1928 erhielt er zusätzlich die Lehrbefugnis für internationales Privatrecht. Noch 1932/33 wurde er erneut zum Dekan der Rechtswissenschaftlichen Fakultät gewählt und 1937 sogar zum Vizepräses der judiziellen Staatsprüfungskommission Innsbruck. Obwohl sich Wolff noch 1933 klar antisemitisch geäußert hatte im Hinblick auf die Aufnahme jüdischer Studenten an der Universität Innsbruck wurde er wegen seiner Ablehnung nationalsozialistischer Funktionäre, namentlich von Ferdinand Ulmer, nach dem Anschluss Österreichs an das nationalsozialistische Deutsche Reich am 13. März 1938 in Schutzhaft genommen und in den zeitlichen Ruhestand versetzt. Mit 31. März 1939 wurde ihm, der auch verdächtigt wurde, ein sogenannter „Halbjude“ zu sein, auch der Ruhegenuss durch die nationalsozialistischen Behörden aberkannt. Während der Zeit des Nationalsozialismus in Österreich schlug sich der so auf einen Mindestunterhalt herabgesetzte Karl Wolff als Nachhilfelehrer und Gehilfe einer Anwaltskanzlei durch.
Erst 1945 wurde Wolff, dieses Mal an der Universität Wien, wieder zum ordentlichen Universitätsprofessor berufen und fungierte dort auch 1947/48 als Senator der Universität Wien sowie 1948/49 als Dekan der Rechtswissenschaftlichen Fakultät. Ebenfalls 1948 wurde er Honorarprofessor der Hochschule für Welthandel Wien. Bereits im Jahr 1946 war er zuvor auf Vorschlag der Bundesregierung vom Bundespräsidenten als Mitglied des Verfassungsgerichtshofs bestellt worden. Am VfGH war Karl Wolff in der Folge bis zum 31. Dezember 1960 tätig, wobei er am 12. Februar 1958 zu dessen Vizepräsident ernannt wurde. Knapp zweieinhalb Jahre nach seinem Ausscheiden am VfGH verstarb Wolff am 17. August 1963 in Wien, wo er am Wiener Zentralfriedhof bestattet wurde.

## Privatleben
Karl Wolff war seit 1922 mit Hedda Zelinka verheiratet, mit der er zwei Kinder hatte. Er war Mitglied einer Verbindung (Marchia?) im Burschenbunds-Convent.